# Oxeye Game Studio
Oxeye Game Studio est un studio de jeux vidéo indépendant suédois fondé en 2006. Il est surtout connu pour avoir développé le jeu Cobalt sorti en 2016.

## Histoire
Le studio a été créé par Daniel Brynolf, Pontus Hammarberg et Jens Bergensten (connu en tant que développeur principal de Minecraft). Le jeu Harvest: Massive Encounter a obtenu la deuxième place au Swedish Game Awards (en). Le jeu Cobalt est édité par Mojang.

## Ludographie
Liste de jeux que le studio a créés : 
| Titre                      | Année | Plates-formes               | Notes                        |
| -------------------------- | ----- | --------------------------- | ---------------------------- |
| Dawn of Daria              | 2006  | Windows                     | Fin du développement en 2009 |
| Strategist                 | 2007  | Windows                     |                              |
| Artifact’s House Globe     | 2008  | Windows, macOS              |                              |
| Because It's fun, Fay      | 2008  | Windows                     |                              |
| Fillauth                   | 2008  | Windows                     |                              |
| Harvest: Massive Encounter | 2008  | Windows, Linux, macOS       |                              |
| Cobalt                     | 2016  | Windows, Xbox 360, Xbox One | Édité par Mojang             |
| Cobalt WASD                | 2017  | Windows, Linux, macOS       | Édité par Mojang             |